# Born This Way (singolo Lady Gaga)
Born This Way è un singolo della cantante statunitense Lady Gaga, pubblicato l'11 febbraio 2011 come primo estratto dall'album omonimo.
Il brano è stato scritto da Lady Gaga con Jeppe Laursen e prodotto da Lady Gaga stessa, Fernando Garybay e DJ White Shadow, mentre la cantante portava avanti il Monster Ball Tour.
Born This Way ha conseguito una posizione mista e positiva dai critici; è stata esaltata per essere un «inno da discoteca», e ha sollevato critica per il riscontro di alcuni elementi in comune con il singolo di Madonna nel 1989, Express Yourself. Riassumendo il periodo 2010-2019, la rivista statunitense Billboard ha scritto di ritenere il brano tra quelli che di più hanno influenzato quegli anni, soprattutto per aver «dato una voce più forte» alla comunità LGBT.
Il brano ha raggiunto la posizione numero uno in diciannove Paesi, tra cui Australia, Austria, Canada, Germania, Giappone, Irlanda, Nuova Zelanda, Svezia e Svizzera. Negli Stati Uniti d'America è divenuto il terzo singolo dell'artista a dominare la Billboard Hot 100. Il singolo è stato il sesto più venduto del 2011 con 8,2 milioni di copie.

## Composizione e pubblicazione
Nell'arco del 2010 Lady Gaga aveva protratto il suo Monster Ball Tour ed in questa fase iniziò a maturare le idee per il suo secondo album di inediti, Born This Way. Il primo brano scritto fu proprio il brano omonimo, descritto da Gaga come un brano con "un messaggio magico". Gaga ha detto di averlo scritto in dieci minuti e ha metaforicamente paragonato questo processo ad una Immacolata Concezione. Insieme ai diciassette brani dell'album, Born This Way fu inciso mentre l'artista era in tour nel 2010.
DJ White Shadow, uno dei produttori del brano, ha detto che il pensiero e il tema adottati per esso erano propri dell'artista. «L'abbiamo registrato per il mondo, per strada, in qualsiasi posto fosse possibile». Gaga voleva registrare un brano che portasse avanti le proprie idee di libertà, e ha parlato con Billboard della fonte che l'aveva spinta a scrivere il brano.
Nella quarantatreesima puntata della serie di video trasmessa in rete da Gaga, i Transmission Gagavision, Gaga risponde a colui che la intervista che il più grande capovolgimento che ha vissuto nella scrittura di Born This Way era stato che si fosse lasciata alle spalle le proprie insicurezze, e fosse divenuta più spontanea.
Il 23 giugno 2010 Lady Gaga ha dichiarato in un'intervista con la rivista britannica The Guardian di aver scritto il primo singolo dell'album. Agli MTV Video Music Awards 2010, mentre la cantante stava ricevendo il premio come Miglior Video dell'Anno per Bad Romance, ha annunciato il nome dell'album e del singolo, cantando anche una parte del ritornello. Il 1º gennaio 2011 Lady Gaga ha rivelato su Twitter un'altra parte del testo, confermando successivamente che il singolo sarebbe stato commercializzato dal 13 febbraio 2011. La pubblicazione del singolo è stata infine anticipata all'11 febbraio.
Durante i Grammy Awards 2011 la cantante ha rivelato che per comporre Born This Way si è ispirata a Whitney Houston, immaginandosela mentre la cantava.

## Copertina
L'8 febbraio 2011, Lady Gaga scrisse sulla sua pagina Twitter le parole francesi "Trois Jours" (Tre giorni) e postò un'immagine della copertina del singolo ufficiale. Charlie Amter lo descrisse come un'imitazione dei classici copridischi degli anni ottanta o settanta. In essa, la cantante è fotografata nuda in bianco e nero, truccata abbondantemente intorno agli occhi in stile egiziano, e con delle protesi appuntite attaccate alle spalle e sulla fronte. Il critico Archana Ram, dalla stessa pubblicazione, ha riscontrato alcune analogie tra il copridisco artistico di Born This Way e la copertina del singolo 2 Hearts di Kylie Minogue nel 2007. Nicole Eggenberger di OK! ha descritto l'opera come un bilancio perfetto tra "il lato selvaggio" dell'artista e le sue prospettive modaiole.

## Descrizione
Secondo i dati di musica digitale raccolti sul sito Musicnotes.com da Sony/ATV Music Publishing, Born This Way è scritto nella misura di un tempo comune, con un ritmo dance moderato di 120 battiti per minuto. È articolato nella tonalità di Fa# maggiore.
Subito dopo l'uscita del testo musicale, sorse una polemica da parte di alcune comunità asiatiche e ispaniche, tra le quali i gruppi Latino MECha e i Chicanos Unidos Arizona, che ribatterono che l'uso dei termini "cholo" e "orient" per descrivere le comunità asiatiche e latine fosse offensivo e discriminatorio. In risposta al testo, Robert Paul Reyes di NewsBlaze sostenne di aver esaltato il valore pro-gay del brano, mentre rimase perplesso per i termini "cholo" e "orient", chiedendosi: «I Latini possono ritenersi riconoscenti che una superstar bianca, nata privilegiata, lanci un urlo razzista contro la loro comunità? Non tutti i Latini sono "cholas" nel barrio, alcuni di loro sono professori, scrittori, ingegneri, dottori e infermieri». Le stazioni radiofoniche in Malaysia decisero inoltre di alterare il testo musicale censurandone alcune parti, destando l'ira delle associazioni LGBT del luogo.

## Remix
Un numero di remix fu commissionato dalla Interscope Records per accompagnare il brano. Un primo involto di remix è stato prodotto da LA Riots, Chew Fu e DJ White Shadow. Intitolato Born This Way - The Remixes Part 1, i remix furono lanciati nei formati CD e download digitale il 15 marzo 2011. La seconda parte di remix, uscito esclusivamente in formato digitale il 29 marzo 2011, fu portato avanti da Michael Woods, Grum, Dada Life, Zedd, Bimbo Jones e Twin Shadow.

## Video musicale

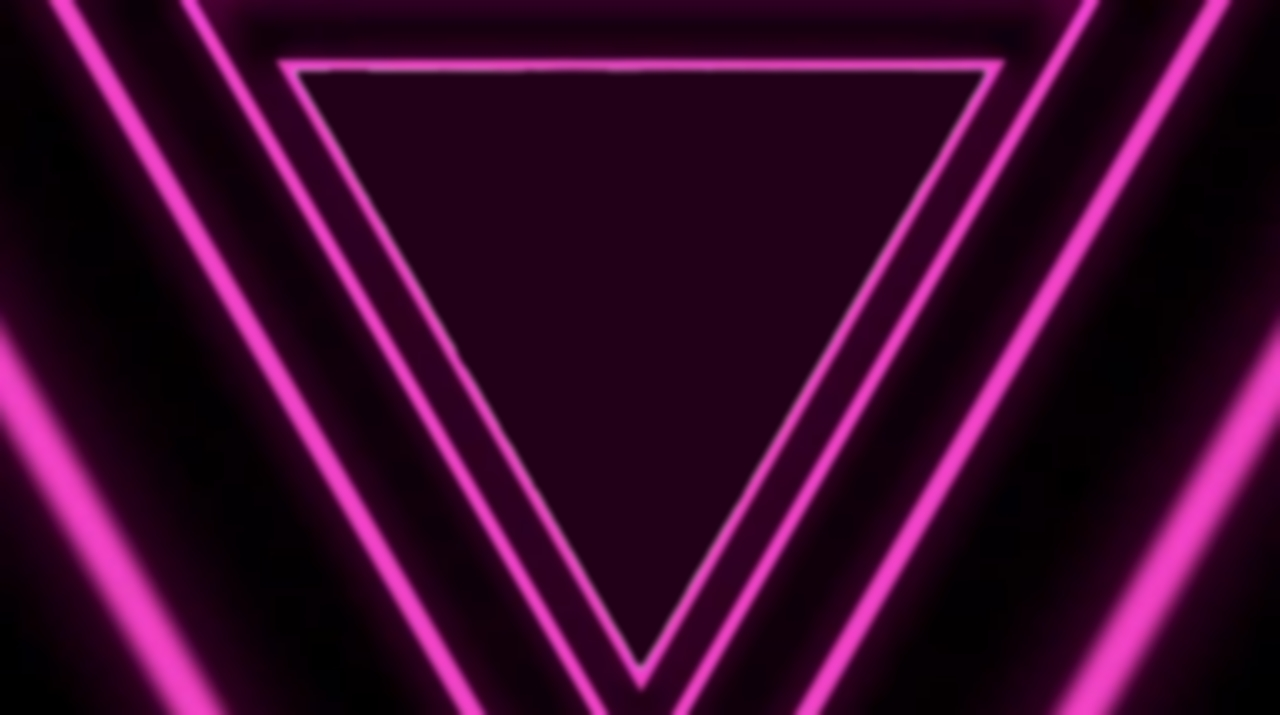
Triangoli rosa simili a quelli presenti all'inizio del video del singolo

Il video è stato girato tra il 22 e il 24 gennaio 2011 ed è descritto come un'opera "profonda, così ispiratrice e così incredibilmente bella". Billy Brasfield, il truccatore che ha lavorato per Lady Gaga in tutti i suoi video, l'ha descritto come "la cosa più fantastica di tutti i tempi", ammettendo di essersi commosso la prima volta che l'ha visto. Il video è stato diretto da Nick Knight. La coreografa Laurieann Gibson raccontò ad MTV che il video è «un'esperienza nel cambiare vita, puoi aspettarti il livello più alto di esecuzione nell'arte musicale e nel ballo... ma rimarrete colpiti». Lady Gaga lo descrisse dicendo: "è completamente diverso da qualsiasi altra cosa che abbia mai fatto [...] È la nascita di una nuova razza." Hollywood.com raccontò che Lady Gaga trascorse la prima settimana di febbraio a montare il video in un hotel di New York. Garibay spiegò che il video "è di una rilevanza culturale, e spera di aiutare le persone reiette, vittime di bullismo. Spera di renderle consapevoli che si è bellissimi per quello che si è". Lady Gaga fu ispirata dalla pittura di Salvador Dalí e Francis Bacon e dalle loro creazioni surrealistiche. Gibson ha detto a MTV la fonte dietro al video:

Il video è caratterizzato da una introduzione in cui la cantante si presenta come una Regina, fluttuante nello spazio, che partorisce una razza che non può provare sentimenti legati all'odio, Gaga nella clip racconta:
Dopo questo discorso Lady Gaga inizia a ballare in un ambiente buio, insieme ad un gruppo di ballo, intervallato da scene che la ritraggono in fase di parto, vestita in giacca, un'ingombrante coda di cavallo e truccata da zombie, insieme a Rick Genest, successivamente Gaga si trova in una specie di fabbrica dove si trovano le uova che ha partorito e infine abbraccia i ballerini con vernice sparsa per terra. Il video si è guadagnato due nomination agli MTV Video Music Awards 2011 nelle categorie Best Female Video e Best Video with a message e ha riportato in entrambe la vittoria. Il video ha ottenuto la certificazione Vevo, avendo superato le 100 milioni di visualizzazioni su YouTube e Vevo.

### Accoglienza
Il video musicale di Born This Way ha incontrato un responso prevalentemente positivo fra i critici musicali. James Montgomery di MTV ha esaltato l'intera adozione del Creazionismo, aggiungendo che «un po' ha senso, un po' non ne ha, ma al 100% questo non importa molto. Questa è Gaga nel suo più straordinario, più fuori dal comune, essere Gaga».

## Accoglienza

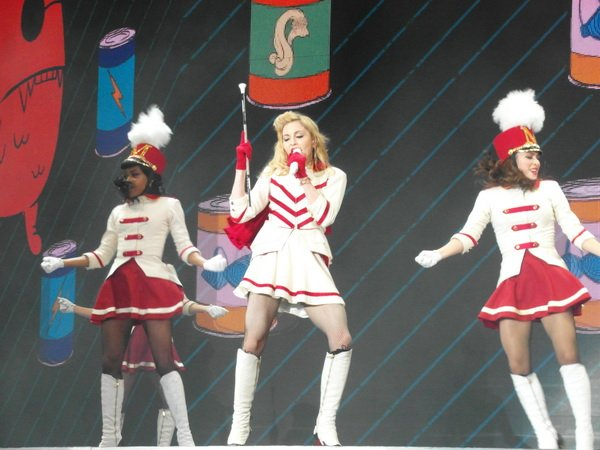
Madonna canta durante il suo MDNA Tour una parte di Born This Way sulla base di Express Yourself in risposta alle accuse di plagio mosse verso Lady Gaga da parte dei media

Il brano ha ricevuto parecchie critiche positive. Michael Cragg del giornale britannico The Guardian ha detto: «È uno dei singoli pop più attesi, più twittati e oggetto di discussione nei blog. Il titolo fu annunciato più di sei mesi prima, con il leak del testo attuato dalla stessa Lady Gaga. Elton John l'ha definita "il nuovo inno gay", Justin Bieber e James Blunt hanno provato ad immaginare come sarebbe stata, mentre altri hanno criticato le terminologie razziali presenti nel testo fino alla première radiofonica. Born This Way è martellante, quasi un inno da discoteca fino a quando il ritornello ti calpesta come il peso di un abito di carne scartata. Liricamente, è tutto sull'amare se stessi, che all'interno del contesto musicale ridicolo dei giorni nostri, suona molto meno pesante di quanto non suggerirebbe».
Il Los Angeles Times ha scritto: «La nuova canzone di Gaga è la perfetta espressione di questa cultura fuorilegge. Don't be a drag/just be a queen, canta con la sua potente voce, puntando i suoi fans lontano dall'immagine del travestito sgargiante, e più verso una forma di benessere e di celebrazione individuale. Imita il rap di Vogue, ma dove la canzone di Madonna ha celebrato gli artisti di Harlem e le stelle come lei, ponendosi in una posa difensiva, Lady Gaga offre un aggiornamento intelligente sul concetto ideato da Benetton (You're black, white, beige, chola descent, you're Lebanese, you're orient). Quando Madonna ha registrato Vogue e Express Yourself, che Born This Way ricorda, l'argomento principale era quello della forma che la liberazione avrebbe dovuto assumere negli ambienti liberali. Il momento di Gaga è diverso: Born This Way suggerisce agli emarginati di rifare il mondo a loro immagine e somiglianza, perché la società non ha bisogno di cambiare, ma solo di aprire di più le proprie porte. Born This Way turba attraverso un percorso affidabile: la sua produzione. Più intrigante ancora, è la base sonora creata da Gaga e i suoi co-produttori: Fernando Garibay e DJ White Shadow. Anche se non si avvicinano al lavoro fatto con RedOne, Born This Way nei suoi quattro minuti miscela diversi generi: un pizzico di dubstep, il tonfo della disco HI-NRG, e una ripartizione che prende in prestito dalla pista da ballo latina che Garibay aveva già affrontato con Enrique Iglesias. La diversità può essere la causa politica preferita di Gaga, ed è qualcosa che la musica in sé compie, almeno nello spazio utopico di un buon vecchio club sudato».
La rivista Rolling Stone ha scritto: «Born This Way è molto di più dell'attesissimo ritorno di Lady Gaga in radio, ma è un evento, una dichiarazione, il brano più atteso nella storia della musica registrata, o almeno dopo Hold It Against Me».

## Esibizioni dal vivo

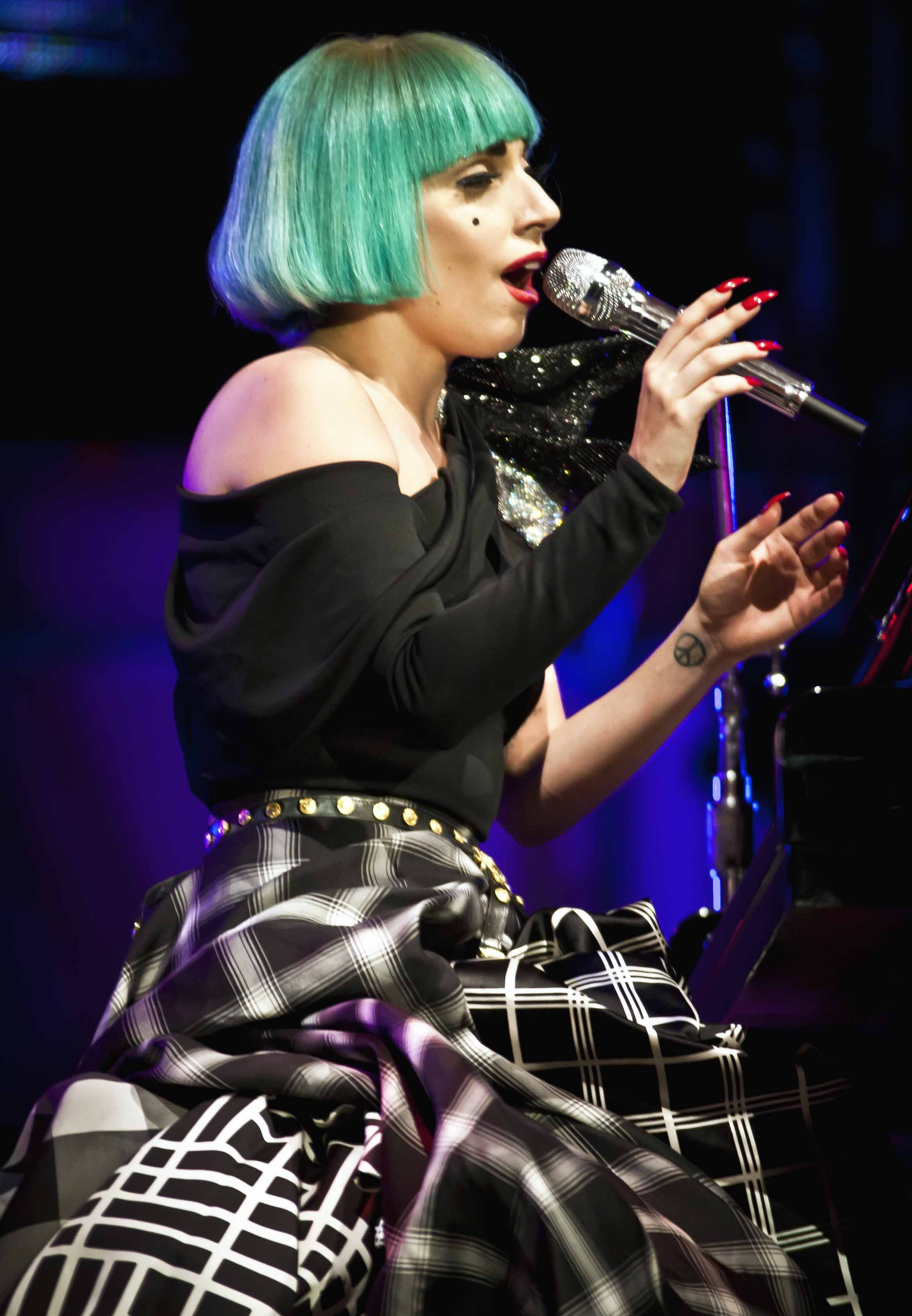
Lady Gaga canta Born This Way all'Europride di Roma nel 2011

Lady Gaga ha confermato durante una puntata di The Ellen DeGeneres Show che avrebbe eseguito Born This Way il 13 febbraio 2011 in occasione dei Grammy Awards, manifestazione alla quale la cantante si è presentata all'interno di un enorme uovo di plastica, trasportata da alcuni modelli. Sul palco, la pop star è uscita dall'uovo per eseguire la sua performance con un look che prevedeva un top lucido color nudo, una gonna lunga ed un cappello, oltre all'applicazione di spalle appuntite e corna in faccia. Durante l'esibizione, un organo decorato con delle teste di alcuni manichini in cera è emerso dal pavimento e Gaga lo ha suonato. Prima della fine della canzone, Gaga si è levata mantello e cappello, ed ha concluso l'esibizione imitando con la sua mano, la forma di una zampa. Secondo Gaga, la performance era ispirata al canto gregoriano a alla danza di Martha Graham e Alvin Ailey. Jocelyn Vena di MTV ha ritenuto che l'esibizione di Lady Gaga sia stata «sorprendente» rispetto a quelle precedenti. Soraya Roberts del New York Daily News è rimasto deluso dall'"attesissima performance", ritenendola troppo simile agli show del Blond Ambition Tour di Madonna. Jason Lipshutz di Billboard ha descritto l'esibizione come «viva», giudicando l'entrata in scena di Lady Gaga all'interno dell'uovo come uno dei momenti migliori dei Grammy Award. Jennifer Armstrong di Entertainment Weekly ha elogiato l'esibizione, considerandola uno dei punti salienti dello show, sebbene con delle influenze di Madonna. Matthew Perpetua di Rolling Stone ha concordato che «non è una sorpresa che la performance di Lady Gaga del suo nuovo singolo sia stato lo spettacolo più bizzarro e d'impatto della serata».

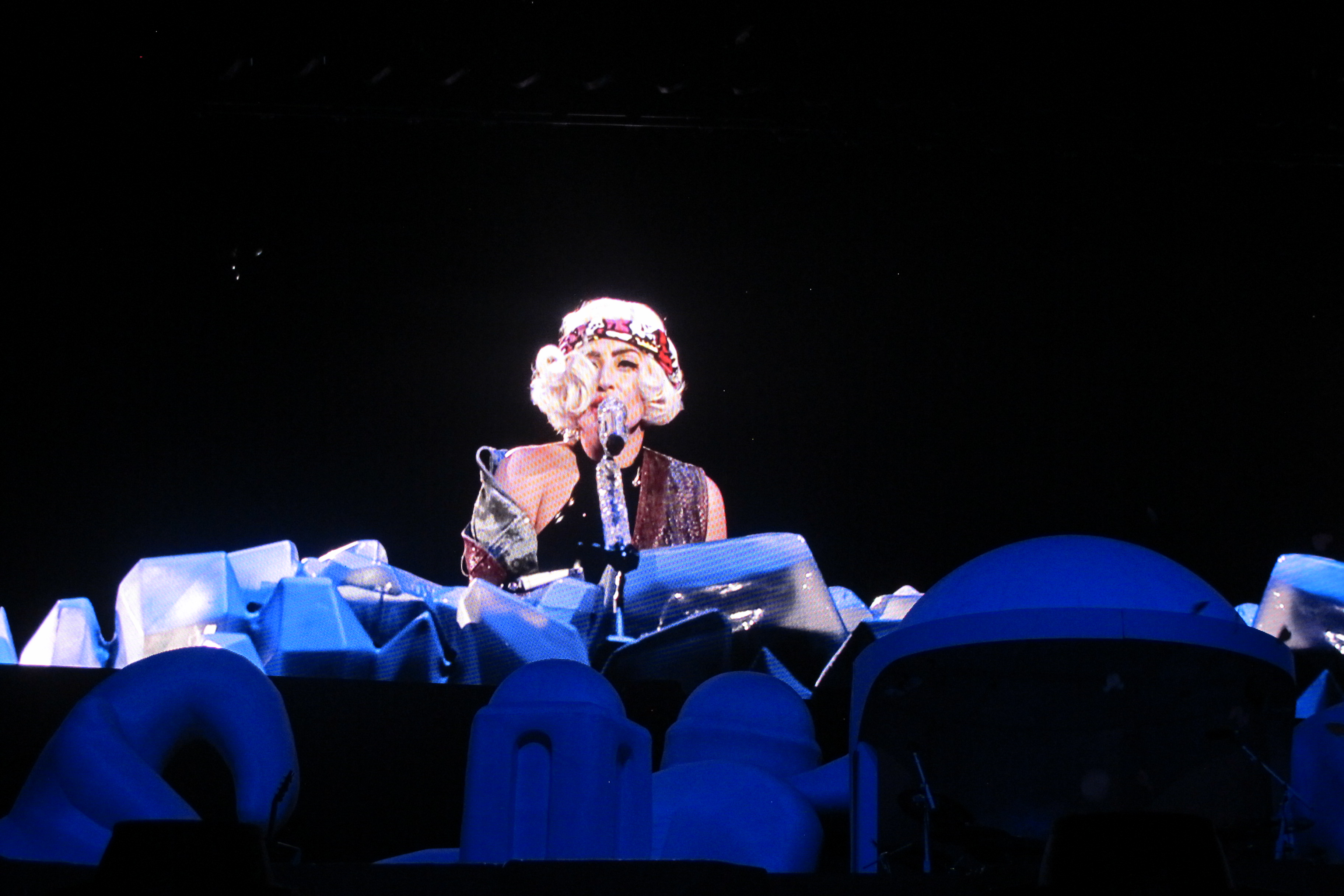
Lady Gaga canta Born This Way eseguita al pianoforte durante lArtRave: The Artpop Ball

Da febbraio 2011 Born This Way è stata aggiunta alla scaletta del Monster Ball Tour. Nel maggio dello stesso anno Lady Gaga ha promosso il brano presso l'Oprah Winfrey Show (per l'occasione in veste acustica insieme a Yoü and I) il Graham Norton Show, dove ha chiuso lo spettacolo stesso, e il Radio 1's Big Weekend a Carlisle, dove ha ricoperto il ruolo di apertura del concerto. Gaga ha cantato la canzone anche durante l'ultima stagione del Saturday Night Live, un concerto di Good Morning America, la sesta stagione di Germany's Next Topmodel, ed all'Europride 2011 a Roma. Un medley di Judas e Born This Way è stato il live di chiusura del Paul O'Grady Live di Londra. Come esibizione di chiusura dei MuchMusic Video Awards tenuti a Toronto il 19 giugno 2011, Lady Gaga ha cantato Born This Way, mentre agli MTV Video Music Aid Japan, Lady Gaga ha cantato Born This Way e The Edge of Glory. Durante il Born This Way Ball del 2012, Gaga eseguiva la canzone indossando un vestito in vernice di Armani color nudo, ed iniziava l'esibizione uscendo da una riproduzione gonfiabile di una donna incinta. All'ArtRave: The Artpop Ball del 2014, Gaga ha cantato Born This Way eseguendola in versione acustica al pianoforte.

## Altre versioni

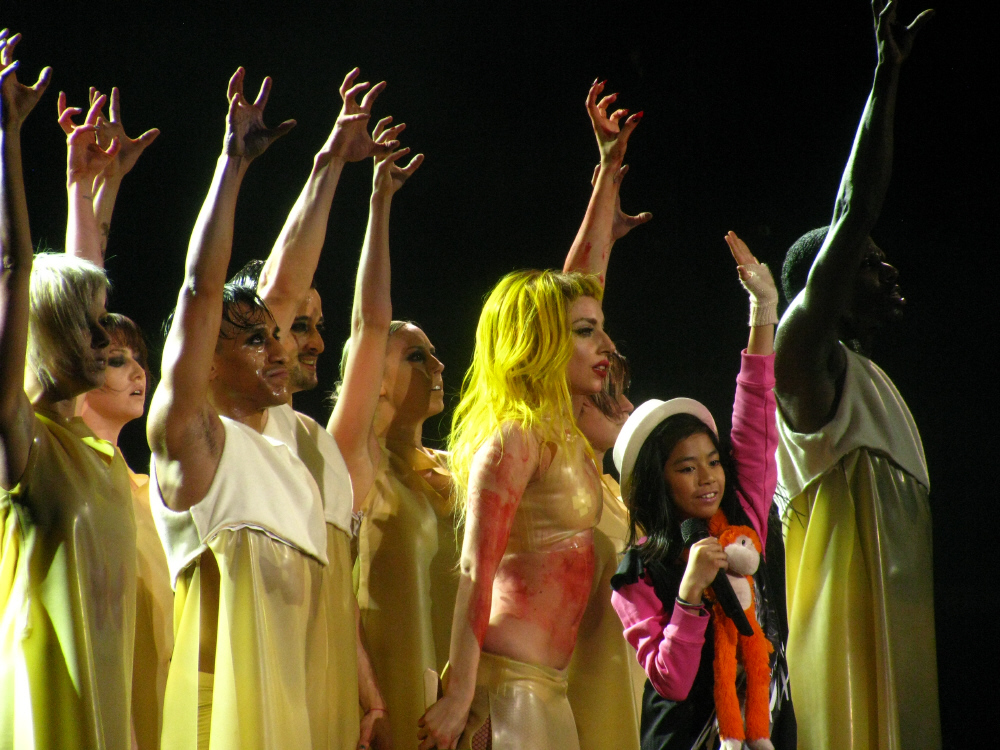
Lady Gaga canta Born This Way con Maria Aragon al Monster Ball Tour

Il 3 marzo 2011, durante il concerto di Toronto, in Canada, Lady Gaga si esibì con una versione ridotta di Born This Way insieme a Maria Aragon, una bambina di dieci anni diventata virale per aver eseguito una cover del brano, e successivamente pubblicò il video sul suo sito ufficiale. Gaga è stata ospite su Radio Hot 103, dove ha cantato il ritornello di Born This Way in collegamento al telefono. Maria Aragon si è esibita con la canzone anche nel programma americano di Ellen DeGeneres il 23 febbraio 2011.
La canzone è stata anche interpretata da Katy Perry il 7 marzo 2011 durante il suo California Dreams Tour a Parigi. Il cast di Glee ha annunciato che Born This Way sarebbe stata inserita in un episodio a tema della seconda stagione. L'episodio è chiamato Born This Way ed è stato il diciottesimo della seconda stagione. È stato trasmesso su Fox nell'aprile 2011.
Il 5 aprile 2011 Lady Gaga ha pubblicato digitalmente una versione country di Born This Way sottotitolata The Country Road Version. Parte delle vendite è stato devoluto all'associazione GLSEN (Gay, Lesbian and Straight Education Network). Sempre il 25 marzo Starsmith ha realizzato un remix della canzone, che è apparso nella raccolta Songs for Japan.

## Tracce
Testi e musiche di Lady Gaga e Jeppe Laursen.
Download digitale, CD promozionale (Europa)
1. Born This Way – 4:20

Download digitale – The Remixes Pt. 1
1. Born This Way (LA Riots Remix) – 6:33
2. Born This Way (Chew Fu Born to Fix Remix) – 5:53
3. Born This Way (DJ White Shadow Remix) – 4:25

Download digitale – The Remixes Pt. 2
1. Born This Way (Michael Woods Remix) – 6:24
2. Born This Way (Dada Life Remix) – 5:16
3. Born This Way (Zedd Remix) – 6:30
4. Born This Way (Grum Remix) – 5:48
5. Born This Way (Bimbo Jones Club Remix) – 6:46
6. Born This Way (Twin Shadow Remix) – 4:05

CD, 12"
1. Born This Way – 4:21
2. Born This Way (LA Riots Remix) – 6:33
3. Born This Way (Chew Fu Born to Fix Remix) – 5:53
4. Born This Way (DJ White Shadow Remix) – 4:23

Download digitale – The Country Road Version
1. Born This Way (The Country Road Version) – 4:21

## Formazione
Hanno partecipato alle registrazioni, secondo le note di copertina di Born This Way:
Musicisti
- Lady Gaga – voce, tastiera, strumentazione, arrangiamento
- Fernando Garibay – programmazione, tastiera, strumentazione, arrangiamento
- Paul Blair aka DJ White Shadow – programmazione

Produzione
- Vincent Herbert – produzione esecutiva
- Lady Gaga – produzione
- Jeppe Laursen – produzione
- Fernando Garibay – produzione
- Paul Blair aka DJ White Shadow – produzione
- Dave Russell – registrazione, missaggio
- Pete Hutchings – assistenza alla registrazione (Abbey Road Studios)
- Kenta Yonesaka – assistenza al missaggio
- Kevin Porter – assistenza al missaggio
- Al Carlson – assistenza al missaggio
- Gene Grimaldi – mastering

## Successo commerciale

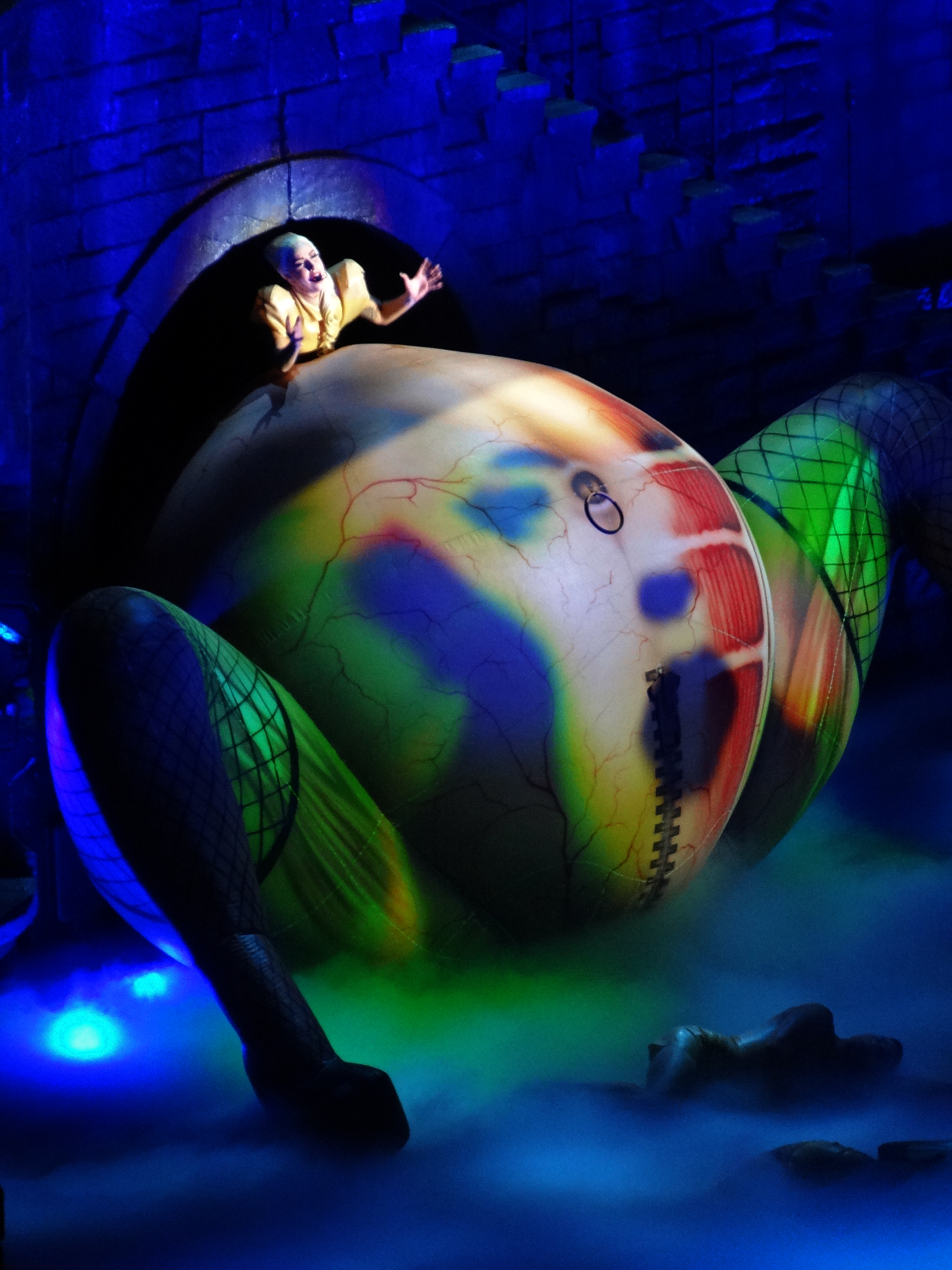
Lady Gaga canta Born This Way al Born This Way Ball

Born This Way, grazie a oltre un milione di copie vendute in cinque giorni, è diventato il singolo che ha venduto più velocemente su iTunes.
I primi dati di vendita sono arrivati dagli Stati Uniti, in cui il brano ha venduto circa 448 000 copie nei primi tre giorni, debuttando direttamente alla prima posizione della classifica statunitense e divenendo la millesima canzone a raggiungerne la vetta. Born This Way ha anche infranto il record come maggior numero di ascolti contemporanei in radio con un'audience di 78,5 milioni di spettatori. È inoltre entrato alla numero 14 nella classifica pop, basata sull'airplay, essendo stata mandata in onda 4 602 volte in due soli giorni. La canzone è battuta solo da Dreamlover di Mariah Carey, che fece la sua entrata alla dodicesima nel 1993. Mantiene la vetta sia sulla Billboard Hot 100 sia sulla Hot Digital Songs e vende altre 509 000 copie nella sua seconda settimana, con un aumento di vendite del 14%. Rimane alla vetta anche nella terza, nella quarta, nella quinta e nella sesta settimana, con rispettivamente altri 286 000, 231 000, 176 000 e 182 000 download. Il singolo, a marzo, ha raggiunto anche il nono posto tra le suonerie più scaricate negli Stati Uniti della settimana.
Al 3 luglio 2011 il brano ha venduto 3 029 000 copie negli Stati Uniti, divenendo il quarto miglior singolo di metà anno. A febbraio 2018, invece, le copie vendute risultano 4 200 000.
In Regno Unito ha debuttato alla posizione numero tre della classifica dei singoli vendendo circa 60 000 copie legali in solo 34 ore. In Francia, debutta, invece, alla 2ª posizione con una vendita pari a 11 955 copie. È il primo singolo di Lady Gaga a debuttare al primo posto in nove nazioni in appena due settimane.

## Classifiche

### Classifiche settimanali
| Classifica (2011) | Posizione massima |
| ----------------- | ----------------- |
| Australia         | 1                 |
| Austria           | 1                 |
| Belgio (Fiandre)  | 1                 |
| Belgio (Vallonia) | 3                 |
| Canada            | 1                 |
| Danimarca         | 2                 |
| Europa            | 1                 |
| Finlandia         | 1                 |
| Francia           | 2                 |
| Germania          | 1                 |
| Giappone          | 1                 |
| Irlanda           | 1                 |
| Italia            | 2                 |
| Lussemburgo       | 1                 |
| Messico           | 7                 |
| Norvegia          | 2                 |
| Nuova Zelanda     | 1                 |
| Paesi Bassi       | 1                 |
| Polonia           | 1                 |
| Regno Unito       | 3                 |
| Repubblica Ceca   | 8                 |
| Russia            | 35                |
| Slovacchia        | 1                 |
| Spagna            | 1                 |
| Stati Uniti       | 1                 |
| Svezia            | 1                 |
| Svizzera          | 1                 |
| Ucraina           | 17                |
| Ungheria          | 1                 |

### Classifiche di fine anno
| Classifica (2011) | Posizione |
| ----------------- | --------- |
| Australia         | 8         |
| Austria           | 13        |
| Belgio (Fiandre)  | 31        |
| Belgio (Vallonia) | 23        |
| Canada            | 6         |
| Danimarca         | 30        |
| Germania          | 12        |
| Irlanda           | 17        |
| Nuova Zelanda     | 13        |
| Paesi Bassi       | 28        |
| Regno Unito       | 14        |
| Romania           | 91        |
| Spagna            | 16        |
| Stati Uniti       | 18        |
| Svezia            | 18        |
| Svizzera          | 12        |
| Ucraina           | 78        |
| Ungheria          | 8         |

## Date di pubblicazione
| Paese       | Data di pubblicazione | Formati           | Etichetta                               |
| ----------- | --------------------- | ----------------- | --------------------------------------- |
| Mondo       | 11 febbraio 2011      | Download digitale | Interscope, Polydor, Def Jam Recordings |
| Germania    | 11 marzo 2011         | CD                |                                         |
| Regno Unito | 14 marzo 2011         | CD                |                                         |
| Francia     | 14 marzo 2011         | CD                |                                         |
| Stati Uniti | 15 marzo 2011         | CD                |                                         |
| Italia      | 15 marzo 2011         | CD                |                                         |